# سرزمین بد
سرزمین بد (به انگلیسی: Badlands) نخستین آلبوم استودیویی هالزی خواننده و ترانه‌سرای اهل ایالات متحده آمریکا است که در ۲۸ اوت ۲۰۱۵ از طریق استرال‌ورکس و کپیتال رکوردز منتشر شد. سرزمین بد با ۹۷٬۰۰۰ نسخه فروش در هفته نخست در رتبه دوم جدول بیلبورد ۲۰۰ قرار گرفت.

## عنوان و موسیقی
نام «سرزمین بد» اشاره دارد به وضعیت ذهنی هالزی در هنگام نوشتن این آلبوم، به ارائه یک مکان فیزیکی به عنوان یک تشبیه برای یک ذهن ویران و تنها. موسیقی آلبوم عمدتاً بر پایه الکتروپاپ، ایندی پاپ و سینث‌پاپ است.

## تک‌آهنگ‌ها
«شبح» بعنوان اولین تک‌آهنگ هالزی در ۲۷ اکتبر ۲۰۱۴ منتشر شد، به همراه یک نماهنگ فیلم‌برداری شده در توکیو که توسط مالیا جیمز و رایان ویت کارگردانی شد. «شبح» در ۷ آوریل ۲۰۱۵ در رادیو منتشر شد.
هالزی «آمریکانا جدید» را بعنوان دومین تک‌آهنگ آلبوم معرفی کرد، که به صورت رسمی در ۱۰ ژوئیه ۲۰۱۵ منتشر شد. نماهنگ رسمی آمریکانا جدید در ۲۵ سپتامبر ۲۰۱۵ منتشر شد. آمریکانا جدید در رتبه ۶۰ در جدول ۱۰۰ آهنگ داغ بیلبورد قرار گرفت.
«رنگ‌ها» بعنوان سومین تک‌آهنگ آلبوم عرضه شد، ترانه در آلترناتیو رادیو در ۹ فوریه ۲۰۱۶ منتشر شد.
«قلعه» چهارمین تک‌آهنگ در ۸ آوریل ۲۰۱۶ منتشر شد، همراه با یک نسخه موسیقی متن برای فیلم شکارچی: جنگ زمستان.

## نمودار
| نمودار (۲۰۱۵–۱۶)                                      | اوج جایگاه |
| ----------------------------------------------------- | ---------- |
| استرالیا (ای‌آرآی‌ای)                                   | ۲          |
| اتریش (او۳ اتریش)                                     | ۱۸         |
| بلژیک (آلتراتاپ فلاندرز)                              | ۱۰         |
| بلژیک (آلتراتاپ والونیا)                              | ۲۸         |
| کانادا (بیلبورد)                                      | ۳          |
| دانمارک                                               | ۱۹         |
| هلند                                                  | ۵          |
| فنلاند (جدول‌های رسمی فنلاند)                          | ۳۶         |
| فرانسه (سندیکای ملی انتشارات صوتی‌تصویری)              | ۷۵         |
| آلمان (جدول کنترل رسانه)                              | ۳۷         |
| یونان                                                 | ۴۳         |
| ایرلند (انجمن صنعت ضبط ایرلند)                        | ۳          |
| ایتالیا (فدراسیون صنعت موسیقی ایتالیا)                | ۳۴         |
| نیوزیلند                                              | ۳          |
| نروژ                                                  | ۲۲         |
| پرتغال (انجمن صنفی گرامافون پرتغال)                   | ۱۰         |
| اسکاتلند (شرکت آفیشال چارتس)                          | ۷          |
| اسپانیا (سازنده‌های موسیقی اسپانیا)                    | ۴۸         |
| سوئد                                                  | ۱۳         |
| سوئیس (جدول موسیقی سوئیس)                             | ۲۶         |
| بریتانیا (شرکت آفیشال چارتس)                          | ۹          |
| ایالات متحده آمریکا (بیلبورد ۲۰۰)                     | ۲          |
| ایالات متحده آمریکا (آلبوم‌های برتر آلترناتیو بیلبورد) | ۱          |

| نمودار (۲۰۱۵)                     | اوج جایگاه |
| --------------------------------- | ---------- |
| استرالیا (ای‌آرآی‌ای)               | ۸۸         |
| ایالات متحده آمریکا (بیلبورد ۲۰۰) | ۹۸         |

| نمودار (۲۰۱۶)                                         | اوج جایگاه |
| ----------------------------------------------------- | ---------- |
| استرالیا (ای‌آرآی‌ای)                                   | ۵۴         |
| کانادا (بیلبورد)                                      | ۴۷         |
| ایالات متحده آمریکا (بیلبورد ۲۰۰)                     | ۳۴         |
| ایالات متحده آمریکا (آلبوم‌های برتر آلترناتیو بیلبورد) | ۱۱         |

| نمودار (۲۰۱۷)                     | اوج جایگاه |
| --------------------------------- | ---------- |
| ایالات متحده آمریکا (بیلبورد ۲۰۰) | ۷۹         |

## گواهی‌ها
| منطقه                                                         | گواهی  | فروش    |
| ------------------------------------------------------------- | ------ | ------- |
| استرالیا (ای‌آرآی‌آر)                                           | طلا    | ۳۵٬۰۰۰^ |
| برزیل (پرو-موزیکا برزیل)                                      | طلا    | ۲۰٬۰۰۰* |
| کانادا (موسیقی کانادا)                                        | طلا    | ۴۰٬۰۰۰^ |
| بریتانیا (بی‌پی‌آی)                                             | طلا    | ۱۰۶٬۸۰۴ |
| ایالات متحده آمریکا (آرآی‌ای‌ای)                                | پلاتین | ۵۳۳٬۰۰۰ |
| *فروش آنلاین بر مبنای گواهی‌ها^فروش غیرآنلاین بر مبنای گواهی‌ها |        |         |

## تاریخچهٔ انتشار
| منطقه   | تاریخ        | قالب                                  | ناشر                                          |
| ------- | ------------ | ------------------------------------- | --------------------------------------------- |
| جهانی   | ۲۸ اوت ۲۰۱۵  | سی‌دی دانلود دیجیتال آلبوم پرآهنگ کاست | استرال‌ورکس یونیورسال ویرجین ای‌ام‌آی (بریتانیا) |
| فیلیپین | ۱۷ ژوئن ۲۰۱۶ | سی‌دی                                  | استرال‌ورکس ام‌سی‌ای                             |